# أونصة سائلة
الأونصة السائلة (بالإنجليزية: fluid ounce و بالمختصر fl oz ) هي وحدة حجم (تسمى أيضًا السعة) تُستخدم عادةً لقياس السوائل. أُستخدمت تعريفات مختلفة على مر التاريخ، ولكن لا يزال هناك استخدامان شائعان هما: وحدات إمبراطورية البريطانية و المعتادة في الولايات المتحدة.

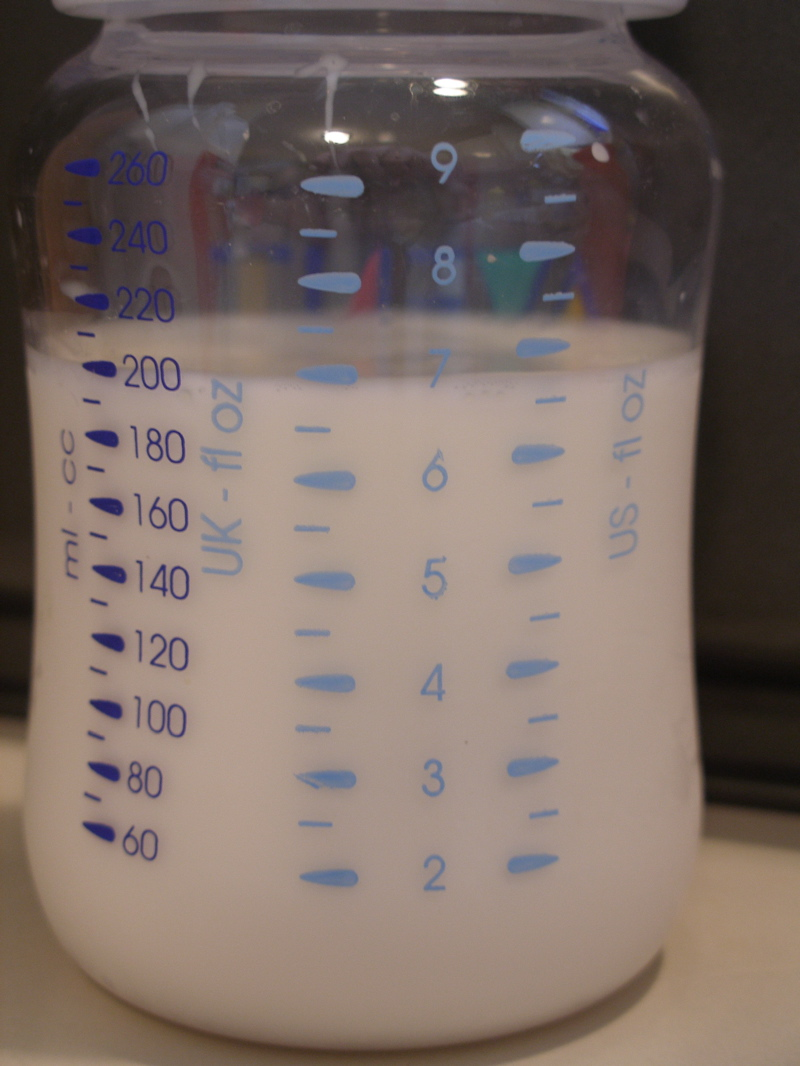
قنينة الرضاعة بالأقياس الثلاث مترية و أونصة السائلة الأمبراطورية و الأمريكية

الاونصة السائلة الأمريكية هي واحدة من وحدات القياس العرفية الأمريكية وتعادل 1⁄128 غالون الأمريكي و تساوي 1,8047 بوصة مكعبة أو ما يقرب من 29.57 مل و تبلغ كتلة هذا الحجم من الماء حوالي 1,0432 أونصة .
الاونصة السائل البريطانية تساوي 1⁄160 غالون إمبراطوري و تساوي 1,7339 بوصة مكعبة أي ما يقرب من 28.41 مل و تبلغ كتلة هذا الحجم من الماء حوالي 1,0023 أونصة ، مما يجعلها تعادل بنحو 0,9608 أونصة السائلة الأمريكية.
تختلف الأونصة السائلة عن الأونصة كوحدة للوزن أو الكتلة تساوي 28,35 غرام (وحدة قياس)، على الرغم من أنها يشار إليها أحيانًا ببساطة على أنها «أونصة» حيث يوضح السياق المعنى، مثل أونصة في زجاجة.
أونصة تروي (رمز ozt ، أونصة تروي بالإنجليزية) هي وحدة لقياس الكتلة ، تُستخدم تقليديًا في البلدان الأنجلو ساكسونية ودوليًا للمعادن الثمينة مثل الذهب أو الفضة ، أو للأحجار الكريمة . أونصة واحدة تساوي بالضبط 31.1034768  غرم